# Hold Me Closer
Chansons représentant la Suède au Concours Eurovision de la chanson
Voices
(2021) Tattoo
(2023)
Hold Me Closer est une chanson interprétée par la chanteuse Cornelia Jakobs.
Elle est sélectionnée pour représenter la Suède au Concours Eurovision de la chanson 2022, à l'issue du Melodifestivalen 2022, le 12 mars 2022. La chanson remporte la deuxième demi-finale du concours et se classe 4e à l'issue de la finale.

## Classements
| Classement                | Meilleure position |
| ------------------------- | ------------------ |
| Suède (Sverigetopplistan) | 1                  |